# Saltos ornamentais nos Jogos Pan-Americanos de 1951
As competições de saltos ornamentais nos Jogos Pan-Americanos de 1951 foram realizadas em Buenos Aires, Argentina. Esta foi a primeira edição do esporte nos Jogos Pan-Americanos. 

## Masculino

### Trampolim de 3 metros
| POSIÇÃO | ATLETA                |
| ------- | --------------------- |
|         | Joaquín Capilla (MEX) |
|         | Miller Anderson (USA) |
|         | Samuel Lee (USA)      |

### Plataforma de 10 metros
| POSIÇÃO | ATLETA                |
| ------- | --------------------- |
|         | Joaquín Capilla (MEX) |
|         | Samuel Lee (USA)      |
|         | Miller Anderson (USA) |

## Feminino

### Trampolim de 3 metros
| POSIÇÃO | ATLETA                 |
| ------- | ---------------------- |
|         | Mary Cunningham (USA)  |
|         | Pat McCormick (USA)    |
|         | Dolores Castillo (GUA) |

### Plataforma de 10 metros
| POSIÇÃO | ATLETA                |
| ------- | --------------------- |
|         | Pat McCormick (USA)   |
|         | Carlota Ríos (MEX)    |
|         | Mary Cunningham (USA) |

## Quadro de medalhas
| Posição | Nação              |   |   |   | Total |
| ------- | ------------------ | - | - | - | ----- |
| 1       | USA Estados Unidos | 2 | 3 | 3 | 8     |
| 2       | MEX México         | 2 | 1 | 0 | 3     |
| 3       | GUA Guatemala      | 0 | 0 | 1 | 1     |
| Total   | Total              | 4 | 4 | 4 | 12    |